# Incendi de la presó de Comayagua
L'incendi de la presó de Comayagua fou un incendi que va tenir lloc el 15 de febrer de 2012 al centre penitenciari de la ciutat de Comayagua a Hondures. El fet va produir la mort de més de 350 interns, i en va deixar molts d'altres ferits, a més de 50 desapareguts.

## Detalls
El sergent del Cos de Bombers de Comayagua, Josué García, va explicar que el sinistre va començar al voltant de les 22:55 hores (04:55 GMT). Als hospitals de la ciutat han estat atesos desenes de cremats i ferits.
El portaveu de la Secretaria de Seguretat, Héctor Iván Mejía, va xifrar en 852 el nombre de reclusos que hi havia a la presó, i va afegir que es van trobar 475 interns ilesos i una trentena de ferits que van ser evacuats cap a hospitals de Comayagua i Tegucigalpa. A més va assenyalar que seria força probable que alguns presos haguessin fugit, enmig de la confusió causada pel sinistre.
La policia hondurenya, en les seves investigacions preliminars, va apuntar que l'incendi hauria estat causat de forma intencionada. El portaveu de la Secretaria de Seguretat, Héctor Iván Mejía, va dir que inicialment es considerava que l'incendi de la presó hauria estat causat per un curtcircuit, però que les primeres investigacions apuntaven a un incendi intencionat, causat per una persona que possiblement hauria aconseguit fugir.